# Марин Русев
Марин Русев Русев е български офицер, санитарен генерал-майор.

## Биография
Роден е на 18 февруари 1864 г. в Търново. Завършва гимназия в родния си град, а след това през 1890 г. медицина в Женева. Започва работа като ординатор в Търновската болница. От 1890 г. е поддиректор на Гражданската санитарна инспекция. От тогава до 1894 г. е член-секретар на VI-я и VII-я Върховен медицински съвет. Между 1894 и 1895 г. е управител на Противошарковия (оспен) институт в София. След това работи като просектор в Александровска болница и окръжен лекар в София. В периода 1895 – 1899 г. е редактор заедно с Георги Золотович на органа на гражданската санитарната дирекция сп. „Медицински сборник“. Предлага „Закон за опазване на общественото здраве“, приет през 1903 г. и в сила в следващите 25 години. Между 1903 и 1908 г. е директор на Гражданската санитарна инспекция. Заема отново поста между 1912 и 1918 г. По време на първия си мандат разкрива санаториум за гръдоболни в Троян през 1905 и санаториум за костно-ставна туберкулоза в близост до Варна през 1908 г. По време на Първата световна война е освен това и заместник-началник на Военносанитарната част на Военното министерство. От 1915 г. е санитарен генерал-майор като председател на Висшия медицински съвет. Личен лекар е на царете Фердинанд и Борис III. По негова идея през 1912 и 1915 г. (и двата пъти осуетено поради българското участие съответно в Балканската и Първата световна войни) организира проучване за създаване на Медицински факултет. Тази идея е напът да се реализира на 16 декември 1916 г., когато е взето решение за разкриване на Медицински факултет към Софийския университет. След продължили 1 година обсъждания и срещи факултета се разкрива 29 ноември 1917 г. За тази си дейност му е дадено почетното звание „доктор хонорис кауза“ на Софийския университет на 4 юни 1930 г. През 1918 г. дарява 8000 лв в облигации на Софийския университет за създаване на фонд на негово име и от приходите от него всяка година да се дава награда за завършилите с най-добър успех лекар и лекарка. Известно е само едно раздаване на награди през 1933 г. Умира на 13 януари 1935 г. в София.
Пише редица трудове за курортите Хисар (1930), Банкя (1931), Солудервент (Момин проход), Нареченски бани (1934) и издадения посмъртно през 1938 г. Вършец. На 9 февруари 1952 г. останалите средства по фонда са влети в държавния бюджет.

## Памет
На Марин Русев е наречена улица в квартал „Лозенец“ в София (Карта).